# Дари (центральноиранский диалект)
Дари́ (перс. دری زرتشتی или گویش بهدینان‎; Behdīnān) — один из этнолектов центральноиранского языка, разговорный язык для примерно 8 000—15 000 зороастрийцев Ирана, проживающих в провинциях Йезд и Керман. Язык бытового общения, используемый исключительно в кругу своих соплеменников (отсюда название: «dari» значит «дворовый»), окружающие мусульмане, называют его «габри», то есть язык кафиров (немусульман). До 1880-х годов на нём говорило почти миллион человек в центральном Иране. Этнолект часто упускается из виду лингвистами, потому что регион является преимущественно мусульманским и потому, что на дари в основном говорят, он никогда не использовался ни как литературный, ни как богослужебный (в этой роли у зороастрийцев Ирана выступали и выступают персидский и авестийский соответственно).
Дари также известен как behdināni или уничижительно как gabri (иногда gavrŭni или gabrōni). Дари имеет множество диалектов. Есть определённые различия по сравнению с новоперсидским, хотя это все ещё персидский диалект, связанный со среднеперсидским. В настоящее время в значительной степени вытеснен персидским и сохраняется прежде всего в сельских районах.

## Генеалогия
Генеалогически персидский дари является членом подсемейства северо-западных иранских языков, которое включает в себя несколько других близкородственных языков, например, зазаки и белучи. Эти северо-западные иранские языки являются ветвью более крупной западноиранской языковой группы, которая, в свою очередь, является подгруппой иранской языковой семьи.

## Название
Язык, известный как зороастрийский дари, также называют «бехдини» (перс. بهدینان‎ [behdinɒ'n]) («язык приверженцев благой веры») или уничижительным, но распространенным названием «габри». Корни названия «габри» восходят к временам мусульманского завоевания Персии, после завоевания Персии арабы стали называть язык покорённого населения «габри» (язык неверных). Как отмечают Фаруди и Тоосарвандани: «те кто, предпочитает называть свой язык дари, ссылаются на свои древние связи с доисламской Персией».

## Диалекты
Язык дари традиционно разделяются на два основных диалекта: разновидность, на которой говорят в провинции Йезд, и тот, на котором говорят в провинции Керман. Это разделение языка, основанное на разделении его носителей на два основных региона проживания, скрывает сложность реальной диалектической ситуации. Сам диалект в провинции Йезд имеет около тридцати разновидностей, каждая из которых отличается и уникальна для одного из зороастрийских районов в Йезде и вокруг него. Различия между диалектами в провинции Йезд настолько велики, что, если бы не их географическая близость, они, несомненно, были бы классифицированы как отдельные диалекты. Керманский диалект может также содержать (или, возможно, когда-то содержал) сопоставимый уровень диалектической сложности.

## Современное положение
Хотя Дари обычно считался квинтэссенцией зороастрийской идентичности, но на его жизнеспособность влияют или влияли два основных типа давления: экономическое и политическое.
Давление, влияющее на жизнеспособность персидского дари сегодня, в основном экономическое. Чтобы получить экономическое преимущество, носители языка отказываются от своего традиционного языка в пользу доминирующего языка Ирана — стандартного персидского. Родители намеренно не учат дари своих детей, чтобы те могли иметь то, что считается преимуществом в школе и в жизни. Потеря языка также может происходить более косвенно и менее заметно, когда люди переезжают в более крупные городские центры или за границу в поисках лучших экономических возможностей; отсутствие полноценной языковой среды, в которую можно погрузить ребёнка, снижает или полностью тормозит передачу языка новым поколениям.
В прошлые времена носители языка дари также испытывали политическое давление, чтобы отказаться от своего языка. Период после мусульманского завоевания Персии в VII веке был временем великих гонений на зороастрийцев Ирана. Политическое давление непосредственно привело к потере языка, когда зороастрийцы сознательно отказались от своего языка как средства сокрытия своей идентичности, чтобы избежать преследований. Политическое давление также косвенно привело к потере языка; притеснения, которым подвергались зороастрийцы при различных правителях Персии в течение последних тысяч лет, привели к тому, что постоянное население зороастрийцев переместилось в более безопасные места, в основном в столицу, Тегеран или за границу. Опять же, в этих местах не существует полноценной языковой среды, препятствующей передаче дари новым поколениям.
Лингвисты в настоящее время считают, что дари находится в состоянии языкового сдвига. Многие из носителей этого языка ассимилировались с доминирующей культурой общества, в котором они живут, и отказались, намеренно или непреднамеренно, от своего традиционного языка. Такие языки, как дари, переходят из состояния поддержания языка, в котором язык поддерживается перед лицом давления со стороны доминирующей культуры, в состояние языковой смерти, в котором язык больше не используется.
Многие из диалектов дари сталкиваются с вымиранием даже более быстрыми темпами, чем язык в целом. Поскольку каждый из многочисленных диалектов дари имеет меньшее сообщество носителей, они более восприимчивы к силам, ведущим язык к вымиранию. Некоторые диалекты уже фактически вымерли, например, мохаммадабадский диалект, который, как сообщается, обладает лишь несколькими носителями, живущими в Тегеране. Керманский диалект, более восприимчивый из-за меньшего размера его зороастрийского населения, также, по-видимому, в значительной степени утрачен.